# Nico Rodewald
Nico Rodewald (* 16. März 1998 in Aalen) ist ein deutscher Fußballspieler. Der Stürmer steht seit 2022 beim FC 08 Villingen unter Vertrag.

## Karriere
Nach Jugendstationen beim SV Ebnat und dem VfB Stuttgart kehrte er im Sommer 2013 in seine Heimatstadt zum VfR Aalen zurück. Dort kam er auch zu seinem ersten Profieinsatz in der 3. Liga, als er am 11. Spieltag beim 1:1-Unentschieden gegen die Sportfreunde Lotte in der 52. Spielminute für Gerrit Wegkamp eingewechselt wurde. Im Sommer 2017 wechselte er zur zweiten Mannschaft des SC Freiburg in die Regionalliga Südwest. Nach zwei Spielzeiten verlängerte er dort seinen Vertrag nicht mehr und wechselte zur Saison 2019/20 zum Oberligisten TSV Ilshofen. Im Sommer 2022 wechselte er ligaintern zum FC 08 Villingen.